# A35 road
Die A35 road (englisch für Straße A35) ist eine 155,8 km lange, teilweise als Primary route ausgewiesene Straße in England, die Southampton im Osten mit Honiton im Westen verbindet und verhältnismäßig nahe an der Kanalküste verläuft.

## Verlauf
Die A35 beginnt im Osten in Swaythling, einem nördlich gelegenen Vorort von Southampton. Sie kreuzt die A33 road und führt am südlichen Ende des kurzen M271 motorway vorbei. Nach Querung des River Test wendet sie sich nach Südwesten, kreuzt bei Lyndhurst die A337 road, die zur Küste führt, und nähert sich bei Christchurch (Dorset) selbst der Küste. In Bournemouth nimmt sie die als Double carriageway ausgebaute A338 road auf und hat von dort ab den Charakter einer Primary route. Sie umgeht Poole und vereinigt sich in Bere Regis mit der A31 road. In Puddletown nordwestlich von Dorchester trifft die A354 road auf sie. Diese Stadt wird südlich umfahren und die A354 zweigt wieder nach Süden Richtung Weymouth ab. Die A35 setzt ihren Weg nach Westen fort und passiert Bridport. Nördlich von Lyme Regis wendet sie sich wieder ins Hinterland, passiert Axminster und endet schließlich in Honiton an der A30 road.